# Sambolero
Sambolero foi um termo depreciativo por cunhado por críticos musicais do Brasil para designar uma nuance de andamento mais lento do samba-canção influenciada pelo bolero. Ritmo estrangeiro que chegou ao país por intermédio do México, o bolero gozou de bastante popularidade no Brasil no pós-guerra e acabou influenciando algumas interpretações do samba-canção na década de 1950.